# Cidade imperial livre
No Sacro Império Romano-Germânico, uma cidade imperial livre (em alemão: Freie Reichsstadt) era aquela formalmente dirigida apenas pelo imperador — diferentemente da maioria das cidades do Império, que pertenciam a um território e assim eram regidas por um dos muitos príncipes (Fürsten) do Império — duques ou príncipes-bispos. Cidades livres também tiveram representação independente no Reichstag do Sacro Império.
Para ser mais preciso, uma distinção foi feita no papel entre as cidades imperiais (Reichsstädte) e as cidades livres (Freie Städte). Cada cidade livre era anteriormente  regida por um príncipe-bispo, mas essas cidades haviam conquistado sua independência do bispo durante a Alta Idade Média. Eram Basileia (1000), Worms (1074), Mogúncia (1244, revogada em 1462), Ratisbona (1245), Estrasburgo (1272), Colônia (1288) e Speyer (1294). Embora os detalhes jurídicos variassem bastante entre elas, as cidades livres originalmente tinham mais direitos e privilégios do que as cidades imperiais. Por exemplo, cidades livres só tinham que apoiar o Imperador durante as cruzadas e organizar a sua própria proteção, enquanto as cidades imperiais também tinham que pagar impostos ao Imperador e abastecer as tropas para suas campanhas militares.

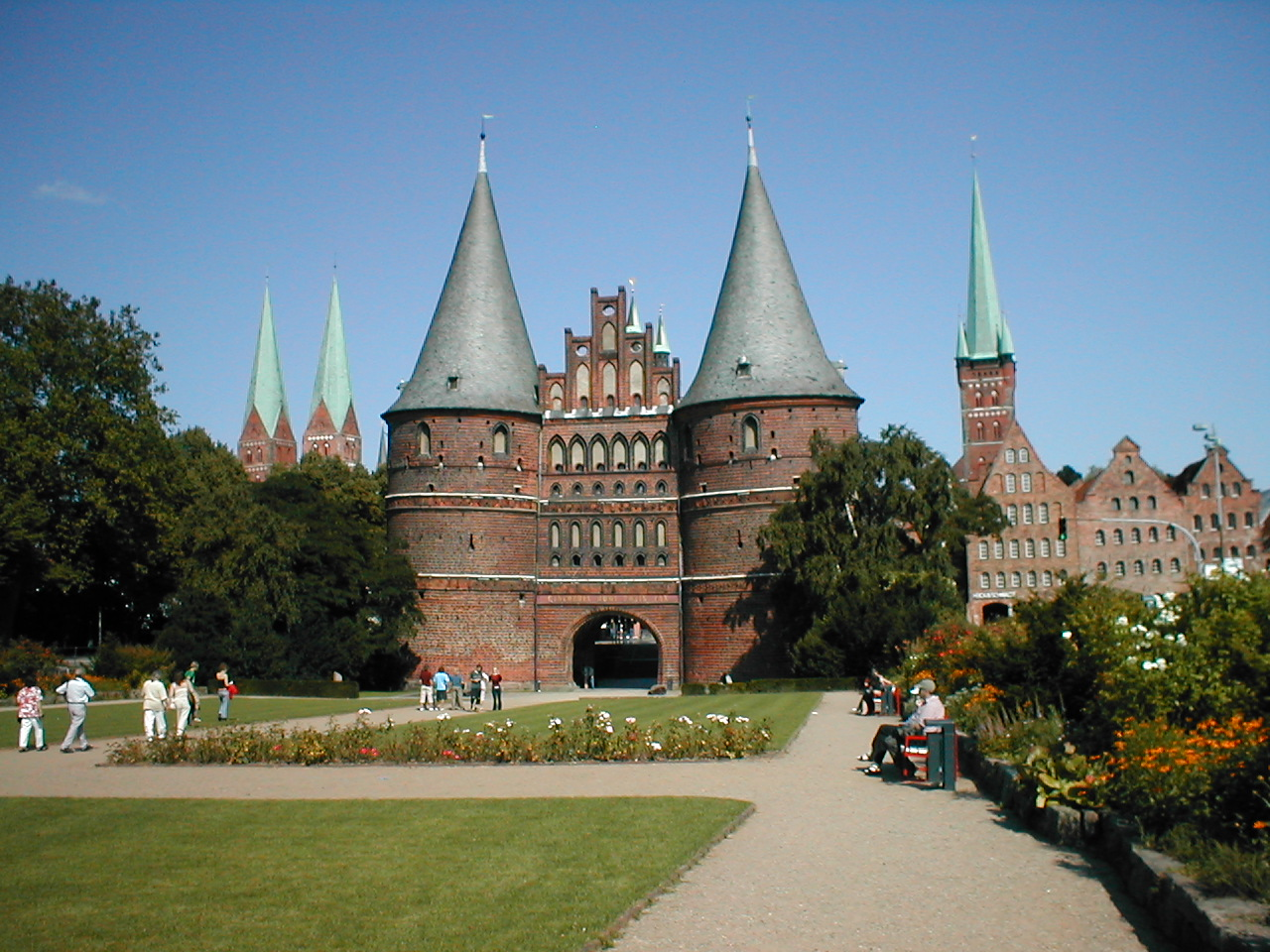
Cidade de Lübeck, uma das mais poderosas cidades livres imperiais.

Mas, ao longo do tempo, a diferença tornou-se cada vez menos evidente, tanto que as "Cidades Livres e Imperiais" eram conhecidas coletivamente na Dieta como "Cidades Imperiais Livres". De fato, o que importava não era o status legal, mas a diferença de riqueza: cidades ricas, como Lübeck ou Augsburgo, foram verdadeiros enclaves autogovernados dentro do Império; travaram guerra e faziam a paz, controlavam seu próprio comércio e permitiam pouca interferência do exterior. No final da Idade Média, muitas cidades livres formaram alianças (Städtebünde), das quais a mais conhecida foi a Liga Hanseática, embora alguns dos seus membros nunca tivessem sido cidades livres, tendo ingressado na liga com a permissão de quem comandava o seu território.
As cidades ganhavam (e algumas vezes perdiam) a sua liberdade entre as constantes mudanças do poder político medieval. Algumas cidades obtinham uma carta de doação e outras eram ricas o suficiente para comprar sua liberdade a um príncipe que precisasse de dinheiro; algumas a ganhavam pela força bruta, enquanto outras a conseguiam em tempos de caos. Várias cidades se tornaram livres através da extinção das famílias dominantes, como o Hohenstaufen.
Algumas cidades livres perderam os seus privilégios. Outras voluntariamente colocaram-se sob a protecção territorial de um magnata. Outros ainda, como Donauwörth em 1607, foram destituídas de seus privilégios, pelo imperador em pessoa, num verdadeiro jogo de ofensas; outras eram afastadas pelo Imperador, como Mühlhausen, Duisburg e Offenburg, embora esta última foi capaz de recuperar o seu estatuto.
Cidades livres e imperiais foram apenas admitidas formalmente como Reichsstand para o Reichstag em 1489 e assim seus votos eram geralmente considerados apenas a título de consulta, em comparação com as bancadas do Kurfürsten e dos Príncipes. As ligas de cidades dividiam-se em dois grupos, ou bancadas, na Dieta Imperial, a do Reno e da Suábia. Na altura da Paz de Vestfália (1648), as cidades constituíam um terceiro "colégio eleitoral" formal na Dieta. A mais poderosa Reichsstädte incluía Augsburgo, Bremen, Colônia, Frankfurt, Hamburgo, Lübeck e Nuremberga.
O número de cidades imperiais livres variou muito ao longo dos séculos, assim como a sua distribuição geográfica. Em geral, houve muitas mais cidades livres nas áreas com uma estrutura política diversificada, do que em áreas onde havia grandes territórios se estabelecendo.
A Encyclopædia Britannica de 1911 refere-se a uma lista elaborada em 1422 com 75 cidades livres, e uma outra, elaborada em 1521, com 84. A consolidação territorial gradualmente reduziu o número para as 51 cidades presentes no Reichstag de 1792, no final do Império. Muitas estavam no sudoeste e na Francônia, em algumas regiões do norte e do oeste, e nenhuma no leste. Na sua maioria, essas cidades eram ex-membros da antes poderosa Liga Hanseática.

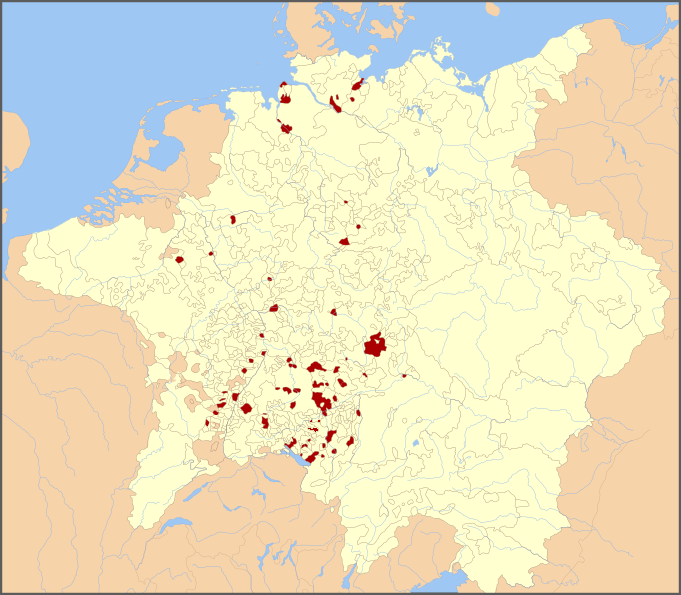
Cidades imperiais do Sacro Império Romano em 1648

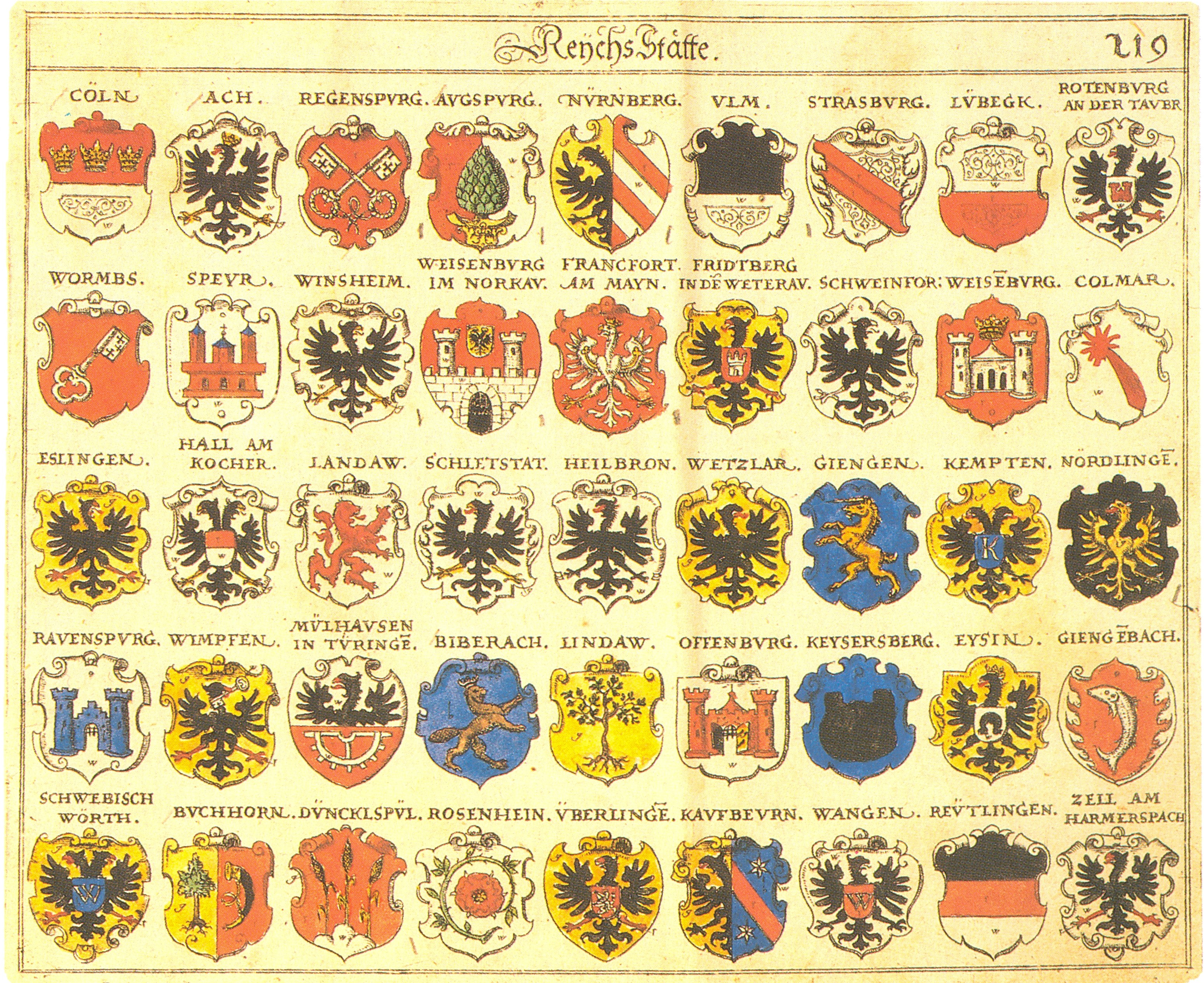
Brasões das Cidades Imperiais do Sacro Império Romano

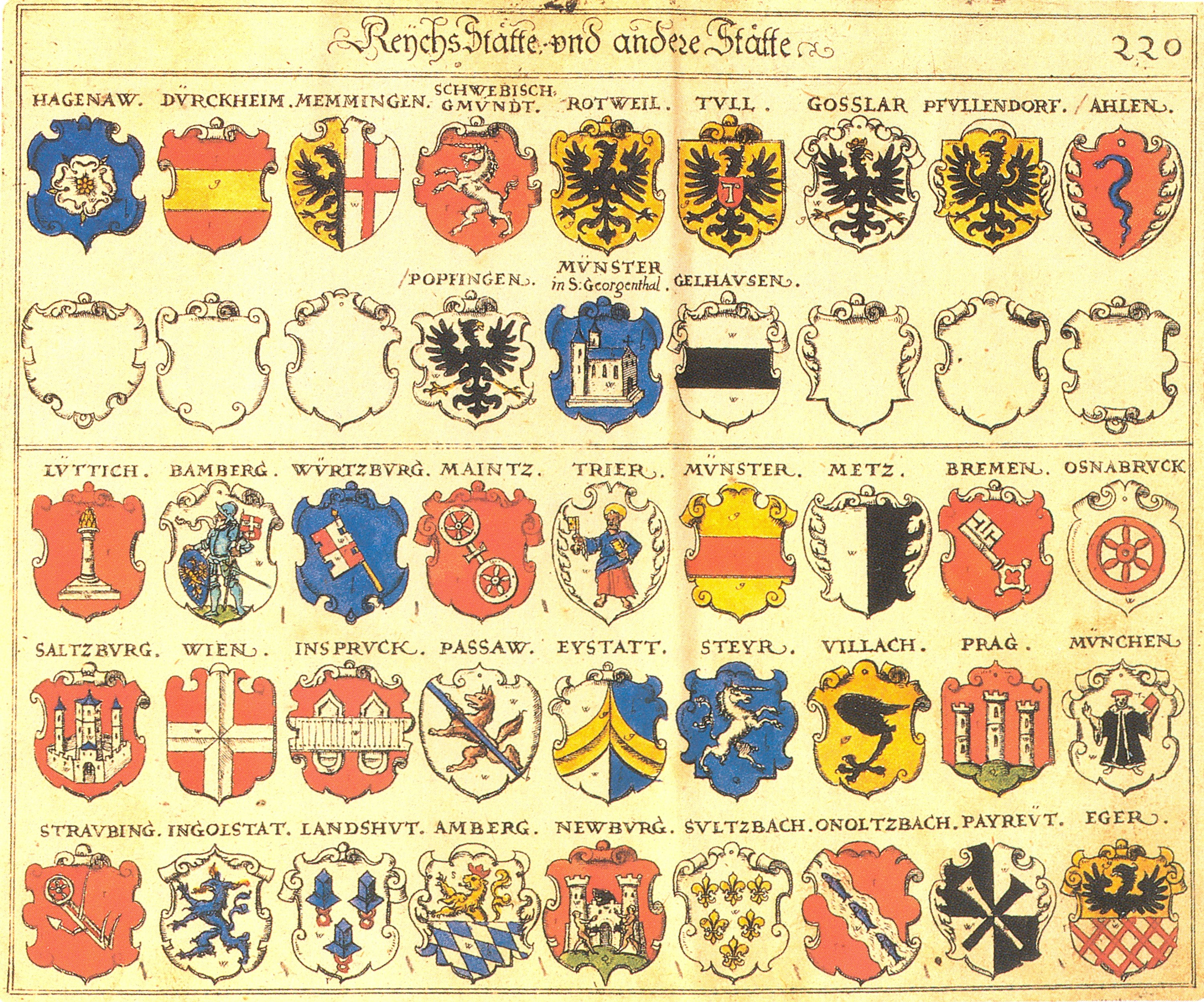
Brasões das Cidades Imperiais do Sacro Império Romano

Nos séculos XVI e XVII, algumas cidades livres do Império foram separadas devido a mudanças territoriais externas. As tropas de Henrique II da França tomaram as cidades livres conectadas aos três bispados de Metz, Verdun e Toul. Da mesma forma, os maréchals de Louis XIV da França tomaram muitas cidades com base em alegações produzidas pela sua Câmara de Reuniões. Dessa forma, na Alsácia, Estrasburgo e as dez cidades da Decápole foram anexadas. Além disso, quando a Confederação suíça ganhou a sua independência do Império, em 1648, as cidades imperiais suíças, como Basileia, Berna e Zurique, deixaram o Império como cantões confederados.
À época da França Revolucionária, esta tendência seria rapidamente intensificada na Europa. Primeiro, entre 1789 e 1792, as zonas a oeste do rio Reno foram anexadas pelo exército revolucionário, que terminaria assim a longa tradição de liberdade de diversas cidades como Colônia, Aachen, Düren, Espira e Worms. Depois, as Guerras Napoleônicas levaram à reorganização do Império em 1803, e todas as cidades livres, exceto seis — as cidades Hanseáticas de Hamburgo, Brema e Lubeque, e as cidades de Francoforte, Augsburgo e Nuremberga — foram eliminadas.
Finalmente, Napoleão dissolveu o Império em 1806. Em 1811, todas as cidades livres tinham sido vencidas — Augsburgo e Nuremberga tinham sido anexadas pela Baviera; Frankfurt tinha-se tornado o centro do Grão-Ducado de Frankfurt, um Estado fantoche de Napoleão, e as três cidades Hanseáticas tinham sido anexadas diretamente pela França, como parte de seu esforço para fazer valer o Bloqueio Continental contra a Inglaterra. Hamburgo e Lübeck e os territórios ao redor formaram os departamentos de Bouches-de-l'Elbe, Bremen e Bouches-du-Weser.
Quando a Confederação Germânica foi criada em 1815, Hamburgo, Lübeck, Bremen e Frankfurt, mais uma vez, tornaram-se cidades livres. Frankfurt foi anexada pela Prússia, em consequência da Guerra Austro-Prussiana de 1866.
As três cidades hanseáticas permaneceram como Estados-membros do novo Império Alemão, e assim se mantiveram na República de Weimar e no Terceiro Reich, embora sob Hitler este estatuto fosse puramente fictício. Devido à antipatia de Hitler por Lübeck e a necessidade de compensar a Prússia por suas perdas territoriais decorrentes da Lei da Grande Hamburgo, a cidade foi anexada à Prússia, em 1937.
Na República Federal da Alemanha, criada após a II Guerra Mundial, Bremen e Hamburgo tornaram-se Estados-Membros (Länder), um estatuto que mantêm até hoje. Berlim, que nunca tinha sido uma cidade livre, também recebeu o estatuto de Estado após a guerra, por ter sido dividida no pós-guerra.